# Скандал с сексуальной эксплуатацией детей в Ротереме
Скандал с сексуальной эксплуатацией детей в Ротереме — громкий скандал, возникший вследствие обнародования фактов организованного сексуального насилия над детьми этнической бандой, происходивших в городе Ротерем, Южный Йоркшир, Северная Англия с конца 1980-х до 2010-х годов, и неспособности местных властей принять меры по сообщениям о насилии на протяжении большей части этого периода. Жестокое обращение включало групповое изнасилование, принуждение детей смотреть на изнасилование, обливание их бензином и угрозы поджечь, угрозы изнасиловать их матерей и младших сестёр, а также торговлю ими в другие города. Были беременности, причём одна в 12-летнем возрасте, прерывания беременности, выкидыши, дети, воспитанные их матерями, и дети, от которых отказались их матери. Исследователь Энджи Хил, которая была нанята местными чиновниками и предупредила их об эксплуатации детей в период с 2002 по 2007 год, охарактеризовала это как «самый большой скандал в области защиты детей в истории Великобритании».
Свидетельства такого жестокого обращения впервые были отмечены в начале 1990-х годов, когда руководители клиник расследовали сообщения о том, что детей, находящихся на их попечении, забирают таксисты. По меньшей мере с 2001 года многочисленные сообщения передавали полиции и Совету Ротерема имена предполагаемых преступников, некоторые из которых принадлежали к одной семье. Первый групповой приговор был вынесен в 2010 году, когда пятеро мужчин пакистанского происхождения были осуждены за сексуальные преступления против девочек в возрасте 12-16 лет. С января 2011 года Эндрю Норфолк из The Times настаивал на этом вопросе, сообщив в 2012 году, что насилие в городе было широко распространено и что полиция и Совет знали об этом уже более десяти лет. Статьи в Times, наряду с судебным процессом 2012 года по делу о сексуальном насилии над детьми из Рочдейла, побудили Комитет по внутренним делам Палаты общин провести слушания. После этой и последующих статей из Норфолка Совет Ротерема поручил провести независимое расследование под руководством профессора Алексиса Джея. В августе 2014 года в докладе Джея был сделан вывод о том, что примерно 1400 детей, большинство из которых были белыми британскими девочками, подверглись сексуальному насилию в Ротереме в период с 1997 по 2013 год преимущественно мужчинами в основном пакистанского происхождения; помимо них преступления совершали курды и косовары. Девочки азиатского происхождения в Ротереме также подвергались жестокому обращению, но из-за страха позора и бесчестья они неохотно сообщали об этом властям. Таксисты забирали детей для секса из клиник и школ.
Неспособность решить проблему жестокого обращения объяснялась сочетанием факторов, связанных с расовым, классовым и гендерно-презрительным и сексистским отношением к жертвам, главным образом из рабочего класса; опасением, что этническая принадлежность преступников вызовет обвинения в расизме и нанесёт ущерб общественным отношениям; нежеланием контролируемого лейбористами Совета бросить вызов этническому меньшинству, голосующему за лейбористов; отсутствием ориентированного на детей внимания; желанием защитить репутацию города; а также отсутствием профессиональной подготовки и ресурсов.
Главный исполнительный директор Совета Ротерэма, директор службы по делам детей, а также комиссар полиции и криминальной полиции Южного Йоркшира подали в отставку. Независимая комиссия по рассмотрению жалоб на действия полиции и Национальное агентство по борьбе с преступностью начали расследование, которое, как ожидается, продлится восемь лет. Правительство поручило Луизе Кейси провести инспекцию Совета Ротерема. Опубликованный в январе 2015 года доклад Кейси констатировал, что Совет имеет хулиганскую, сексистскую культуру сокрытия информации и замалчивания разоблачителей и «не подходит для этой цели». В феврале 2015 года правительство заменило выборных должностных лиц Совета командой из пяти уполномоченных. В результате новых полицейских расследований 19 мужчин и две женщины были осуждены в 2016 и 2017 годах за сексуальные преступления в городе, датируемые концом 1980-х годов; один из главарей был заключен в тюрьму на 35 лет.
Расследование преступлений, совершённых бандой насильников, продолжается до сих пор. По состоянию на март 2020 года, в рамках операцией «Стоввуд» работали порядка 200 сотрудников полиции, расследуя сексуальную эксплуатацию детей в Ротереме. Ожидалось, что потребуется ещё четыре года работы, прежде чем все дела будут завершены.

## Контекст

### Ротерем

Метрополитанского района Ротерэм в границах Южного Йоркшира

При населении 109 691 человек, согласно переписи 2011 года, в городе жило 55 751 женщин и 24 783 человек в возрасте 0-17 лет, в связи с чем Ротерэм является самым крупным городом в пределах Южного йоркширского Метрополитанского района Ротерэм. При этом около 11,9 % населения города составляли чернокожие и этнические меньшинства, а в районе их было восемь процентов (население 258 400 человек). Три процента территории района принадлежали общине пакистанского происхождения. В 2011 году в городе проживало 68 574 христианина, 23 909 человек не исповедовали никакой религии, 8 682 мусульманин, 7 527 не были заявлены, а также небольшое число индусов, сикхов, иудеев и буддистов. Безработица в этом районе была выше среднего показателя по стране, и 23 % домов представляли собой социальное жильё.
Этот район традиционно был оплотом лейбористов, и до тех пор, пока Сара Чемпион не была избрана в 2012 году, в нём никогда не было женщины-депутата. В Совете также доминировали мужчины; один лейбористский инсайдер сказал The Guardian в 2012 году: «политический класс Ротерема — это мужчины, мужчины, мужчины». В мае 2014 года в Совете Метрополитанского округа Ротерем было избрано 63 члена: 57 лейбористов, четыре консерватора, один представитель Партии независимости и один независимый. Выборы в августе того же года ознаменовались поворотом в сторону Партии независимости: 49 лейбористов, 10 от Партии независимости, 2 консерватора и 2 независимых кандидата. Правительство распустило совет в 2015 году после доклада Кейси и заменило его командой из пяти комиссаров.

### Терминология
Термин «сексуальная эксплуатация детей» (англ. child sexual exploitation, CSE) впервые был использован в 2009 году в документе Министерства образования Великобритании. Призванный заменить термин «детская проституция», подразумевающий определенный уровень согласия, CSE — это форма сексуального насилия над детьми, при которой детям предлагают деньги, наркотики, алкоголь, еду, место для проживания или даже просто привязанность в обмен на сексуальную активность. Насилие и запугивание при этом являлись обычными явлениями. Адель Глэдман и Энджи Хил, авторы ранних отчётов о жестоком обращении в Ротерэме, утверждают, что описание вагинального, орального и анального изнасилования, убийства и покушения на убийство как «эксплуатации» не помогает людям понять серьёзность преступлений.
CSE включает в себя онлайн-груминг (online grooming) и локализованный груминг (localised grooming), ранее известный как груминг на улице (on-street grooming). Локализованный груминг включает в себя группу насильников, нацеливающихся на уязвимых детей в общественном месте, предлагая им сладости, алкоголь, наркотики и еду навынос в обмен на секс. Эти цели могут включать детей, находящихся на попечении местных властей; в Ротереме одна треть целевых детей ранее была известна социальным службам.
По данным Комитета по внутренним делам Палаты общин в 2013 году, первый контакт может быть осуществлен другими детьми, которые передают жертву взрослому мужчине. Один из взрослых преступников становится «бойфрендом», но девочка используется для секса большей группой и начинает рассматривать это как норму. Жестокое обращение может быть связано с групповым изнасилованием десятками мужчин во время одного мероприятия. Жертвы часто переправляются в другие города, где сексуальный доступ к ребенку может быть «продан» другим группам. По словам одной жертвы, преступники предпочитали детей в возрасте 12-14 лет. Когда они становятся старше, группа теряет интерес и может ожидать, что жертва будет поставлять младших детей в обмен на постоянный доступ к группе, от которой ребёнок привык получать на наркотики, алкоголь, социальную жизнь, «привязанность» или даже дом.

## Risky Business

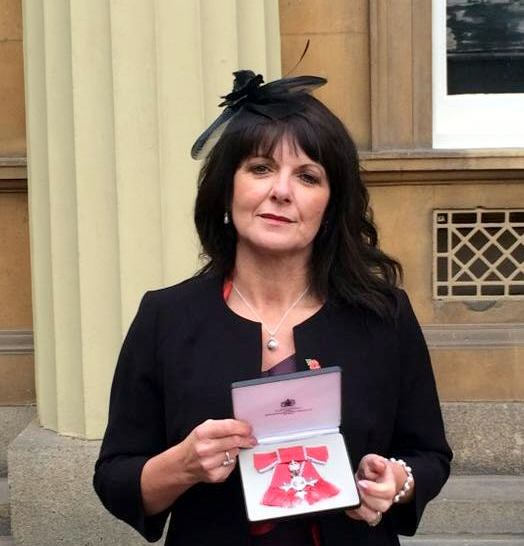
Сениэр, Джейн, бывшая сотрудница Risky Business, после получения Ордена Британской империи в 2016 году

Самые ранние сообщения о локализованном груминге в Ротерэме относятся к началу 1990-х годов, когда несколько руководителей местных детских домов создали «группу таксистов» для расследования сообщений о том, что такси, управляемые пакистанскими мужчинами, прибывали в клиники, чтобы забрать детей. Полиция, по-видимому, отказалась действовать.
В 1997 году Совет Ротерема создал местный молодежный проект «Risky Business» для работы с девочками и женщинами в возрасте 11-25 лет, которые, как считается, подвергаются риску сексуальной эксплуатации на улицах. Джейн Сэниэр, получившая награду MBE в 2016 году в честь дня рождения за свою роль в раскрытии злоупотреблений, начала работать в Risky Business в качестве координатора примерно в июле 1999 года. Пользователи в подавляющем большинстве были белыми девушками: из 268 человек, использовавших проект с марта 2001 по март 2002 года, 244 были белыми, 22 — азиатками и 2 — чернокожими.
Сэниэр начала находить доказательства того, что примерно в 2001 году было похоже на локализованную сеть груминга. Самые рискованные деловые клиенты раньше приезжали из Шеффилда, где был район красных фонарей. Теперь девочки были моложе и приехали из Ротерема. С девочками в возрасте 10 лет подружились, возможно, дети их же возраста, а потом их передали взрослым мужчинам, которые изнасиловали их и стали их «бойфрендами». Многие девочки были из неблагополучных семей, но не все. Детям давали алкоголь и наркотики, а затем говорили, что они должны вернуть «долг», занимаясь сексом с другими мужчинами. Преступники приступили к получению личной информации о девочках и их семьях, например, где работали их родители, которая использовалась для того, чтобы угрожать девочкам, если они попытаются уйти. Преступники били окна в домах этих семей, раздавались угрозы изнасилования матерей и младших сестёр. Дети пришли к убеждению, что единственный способ сохранить свои семьи в безопасности — это сотрудничать.
Одна девочка, которая попала в поле зрения Risky Business, была неоднократно изнасилована в возрасте 13-15 лет и считала, что её мать будет следующей жертвой: «Они следили за моей мамой, потому что знали, когда она ходила за покупками, в какое время она ходила за покупками, куда она ходила». 15-летней девушке сказали, что она была «на расстоянии одной пули» от смерти. Девушек облили бензином и сказали, что они вот-вот умрут[уточнить]. Когда она сказала своему «сутенёру», что беременна и не знает, кто её отец, её избили до потери сознания гвоздодёром. У 12-летней девочки с 24-летним «бойфрендом» была мать, которая пригласила преступников в семейный дом, где девушка делала мужчинам оральный секс за 10 сигарет.
По словам Сэниэр, Risky Business закончился таким количеством информации о преступниках, что полиция предложила ей начать пересылать её в электронный dropbox, «Box Five», в компьютерной сети полиции Южного Йоркшира. Они якобы сказали ей, что это защитит личность источников Risky Business. Позже она узнала, что полиция не читала отчеты, которые она оставила там, и, по-видимому, к ней не могли получить доступ другие силы.
Risky Business рассматривался как «досадная помеха» (nuisance) и был закрыт советом в апреле 2011 года
.

## Вопросы этнической принадлежности
В ходе расследования Джея было подсчитано, что число жертв может составлять 1400 человек, и сообщалось, что «большинство жертв в тех случаях, которые мы отобрали, были белыми британскими детьми, а большинство преступников были выходцами из этнических меньшинств».
В докладе, однако, также говорится, что «нет простой связи между расой и сексуальной эксплуатацией детей», и цитируется доклад 2013 года Сети мусульманских женщин Великобритании о британских азиатских девочках, подвергающихся насилию по всей стране в ситуациях, которые отражают насилие в Ротереме. По мнению группы, азиатские жертвы могут быть особенно уязвимы перед угрозами навлечь позор и бесчестье на свои семьи и, возможно, полагали, что сообщение о жестоком обращении будет признанием того, что они нарушили свои исламские убеждения. В докладе Джея также отмечалось, что одна из местных пакистанских женских групп описала пакистанских девушек, ставших мишенью для пакистанских таксистов и домовладельцев, но они опасались сообщать в полицию из-за опасений за свои брачные перспективы. В докладе говорится, что необходимо решить проблему «недостаточной отчётности об эксплуатации и злоупотреблениях в общинах этнических меньшинств».
В докладе Джея «не было обнаружено никаких свидетельств того, что сотрудники социальной помощи детям испытывают озабоченность по поводу этнического происхождения подозреваемых преступников при рассмотрении индивидуальных дел о защите детей, включая CSE. Однако в более широком организационном контексте было широко распространено мнение о том, что сообщения, передаваемые некоторыми высокопоставленными лицами в Совете, а также в полиции, должны были „преуменьшать“ этнические аспекты CSE».
Пятилетнее расследование, проведённое Независимым управлением по вопросам поведения полиции (IOPC), показало, что полиция Ротерэма десятилетиями игнорировала сексуальное насилие над детьми, опасаясь усиления «расовой напряжённости». IOPC поддержала жалобу о том, что отец одной из жертв был предупреждён полицейским, что город «взорвётся», если станет известно, что азиатские мужчины регулярно совершают сексуальные надругательства над несовершеннолетними белыми девушками.

## Доклад Уэйр (2001)

### Экспериментальное исследование Министерства внутренних дел
В 2000 году Адель Уэйр (позднее Глэдмен), адвокат из Йоркшира, была нанята Советом Ротерэма в качестве сотрудника по исследованиям и разработкам в рамках экспериментального исследования «Борьба с проституцией: что работает» в рамках программы сокращения преступности Министерства внутренних дел. Один из разделов исследования был посвящен теме «Молодёжь и проституция», и три города — Бристоль, Шеффилд и Ротерэм — должны были быть выделены в этом разделе. Уэйр была нанята, чтобы написать отчёт о Ротерэме. Одна из целей её проекта заключалась в следующем: «сбор информации и доказательств о мужчинах, предположительно причастных к принуждению молодых женщин к занятию проституцией, с помощью которых полиция могла бы проводить расследования и/или возбуждать уголовное преследование».
Исследователи из Университета Бедфордшира, в том числе социолог Маргарет Мелроуз, были привлечены в качестве оценщиков со стороны министерства внутренних дел. Линейный менеджер Уэйр был менеджером Risky Business, и её поместили в офис Risky Business в Международном центре Ротерэма, где она работала с Джейн Сэниэр. По словам Уэйр, она столкнулась с «плохой профессиональной практикой на раннем этапе» со стороны Совета и полиции; вопросы защиты детей, по ее мнению, «игнорировались, отклонялись или сводились к минимуму».

### Картирование
В ответ на жалобу полиции о том, что свидетельства жестокого обращения с детьми в Ротереме носят анекдотический характер, Уир в 2001 году составил 10-страничное картографическое исследование, показывающее, что такое местная сеть жестокого обращения. В своих показаниях комитету внутренних дел в 2014 году она написала, что обнаружила «небольшое число подозреваемых в злоупотреблениях, которые были хорошо известны всем значительным службам в Ротерхме». Используя материалы, полученные в результате деятельности Risky Business, а также из медицинских служб, социальных служб, полицейских архивов, проекта по борьбе с бездомностью и услуг по злоупотреблению психоактивными веществами, доклад Уэйр включал имена подозреваемых, регистрационные номера автомобилей, используемых для перевозки девочек, связи подозреваемых с местными предприятиями и людьми за пределами этого района, а также отношения между подозреваемыми и девочками. Среди подозреваемых были члены семьи Хуссейн, считавшиеся одними из главарей сети, которые были заключены в тюрьму в 2016 году. Уэйр подсчитала, что в тот момент было 270 жертв.

### Отчёт МВД
В докладе Уэйр для специалистов по оценке Министерства внутренних дел говорится о том, что по состоянию на октябрь 2001 года было 54 ребёнка, подвергшихся жестокому обращению со стороны семьи Хуссейнов. Восемнадцать детей назвали одного из этих мужчин, Аршида Хусейна (тогда ему было около 25 лет), своим «бойфрендом», и несколько из них забеременели. Одна из 18 девушек, которой то время ей было 14 лет, забеременела дважды. В 2014 году она рассказала «Панораме», что социальные работники выражали беспокойство по поводу того, что Хусейн находится рядом с ребёнком из-за его истории насилия, но, по словам жертвы, не выражали такого же беспокойства по отношению к ней; она сказала «Панораме», что они поддерживали её отношения с ним по обоюдному согласию. (В феврале 2016 года Аршид Хусейн был осужден за многочисленные изнасилования и заключен в тюрьму на 35 лет).
Далее в докладе Уэйр говорилось, что члены этой семьи «предположительно несут ответственность за большую часть насильственных преступлений и торговли наркотиками в городе». Они использовали не отслеживаемые мобильные телефоны, говорилось в докладе, имели доступ к дорогим автомобилям, были связаны с фирмой такси и, возможно, были вовлечены в отели типа «постель и завтрак», которые использовались социальными службами для экстренного размещения. Несколько девушек, отправленных в эти отели, жаловались, что им предлагают деньги, как только они приезжают, если они будут заниматься сексом с несколькими мужчинами. Другие девочки были нацелены на железнодорожные и автобусные вокзалы.
Уэйр передала свой отчёт инспектору полиции Южного Йоркшира; единственным ответом было то, что он был «бесполезен» (unhelpful). Согласно отчёту Джея, один инцидент стал для Уэйр «последней каплей»: одна из жертв решила подать жалобу в полицию. Преступники разбили окна её родителей и сломали ноги её братьям, чтобы помешать ей сообщить об изнасилованиях. Уэйр отвезла её в полицейский участок, но там жертва получила сообщение от преступника, в котором говорилось, что с ним была её 11-летняя сестра, и это был «ваш выбор». Это заставило жертву поверить, что кто-то сказал преступнику, что она находится в полицейском участке, и она решила не продолжать с жалобой. После этого, с согласия своего менеджера, Уэйр написала в октябре 2001 года Майку Хеджесу, главному Констеблю полиции Южного Йоркшира, и Кристине Бербери, командующему округом. В письме говорилось:

Я посещала учреждения, призывая их передавать информацию в полицию. Их ответы были идентичны — они перестали передавать информацию, поскольку считают это пустой тратой времени. Родители также перестали сообщать о пропавших без вести лицах, что является предвестником любого расследования похищения детей, поскольку реакция полиции часто бывает неуместной. <…> Дети продолжают подвергаться риску, а их насильники остаются безнаказанными.
Оригинальный текст (англ.)I have been visiting agencies, encouraging them to relay information to the police. Their responses have been identical—they have ceased passing on information as they perceive this to be a waste of time. Parents also have ceased to make missing person reports, a precursor to any child abduction investigation, as the police response is often so inappropriate. ... Children are being left at risk and their abusers unapprehended.

Это письмо не было хорошо воспринято ни Советом, ни полицией. Во время встречи в полицейском участке Ротерэма с высшими должностными лицами полиции и Совета они, казалось, были возмущены тем, что Уэир написала главному Констеблю. Джейн Сэниэр, которая присутствовала при этом, сказала, что Уэйр была подвергнута «тираде, которая длилась я не знаю, как долго». По словам Уэйр, в какой-то момент после этого одна чиновница предостерегла её от упоминания азиатских мужчин:

Она сказала, что вы никогда больше не должны упоминать об этом. Вы никогда не должны упоминать об азиатских мужчинах. А другой её реакцией было то, что она записала меня на двухдневный курс по этничности и разнообразию, чтобы повысить мою осведомлённость об этнических проблемах.
Оригинальный текст (англ.)She said you must never refer to that again. You must never refer to Asian men. And her other response was to book me on a two-day ethnicity and diversity course to raise my awareness of ethnic issues.

### Удаление файлов
По их просьбе в апреле 2002 года Уэйр направила свои данные экспертам Министерства внутренних дел в Бедфордшире. То, что Уэйр сделала это, очевидно, огорчило менеджера Risky Business. Примерно в понедельник, 18 апреля 2002 года, придя на работу, Уэйр обнаружила, что в минувшие выходные экспериментальные данные её домашнего офиса были удалены из картотеки в офисе Risky Business
Уэйр сказала, что к защищённому паролем офисному компьютеру также был получен доступ. Согласно показаниям Уэйр Комитету по внутренним делам, документы были удалены, и кто-то создал на компьютере протоколы заседаний, на которых Уэйр якобы присутствовала, что свидетельствовало о её согласии на определенные условия, такие как непредоставление данных экспертам Министерства внутренних дел без согласия её линейного менеджера. Уэйр сообщила комитету, что она не согласилась на эти условия и не присутствовала на каком-либо подобном совещании; одно из таких совещаний состоялось, когда она находилась в отпуске за границей.
Уэйр сообщили, что сотрудники социальных служб, полиции и образования встретились в минувшие выходные и решили, что сотрудники Risky Business «превышают [свои] роли». Уэйр была отстранена от работы за то, что включила в свой отчёт данные из конфиденциальных протоколов — «акт грубого проступка»; ей удалось договориться о возвращении на работу, продемонстрировав, что именно её менеджер передал эти протоколы экспертам Министерства внутренних дел. Ей сказали, что она больше не будет иметь доступа к данным Risky Business, встречам или девочкам, и в июне 2002 года ей было предложено внести поправки в свой доклад, чтобы «обезличить отдельных лиц и учреждения и включать только факты и доказательства, которые вы можете обосновать». В докладе Джея было отмечено, что секретность, окружающая доклад, и обращение с Уэйр вызывают «глубокую тревогу»: «если бы соответствующие высокопоставленные лица уделяли больше внимания содержанию доклада, то можно было бы сделать больше для оказания помощи детям, подвергающимся жестокой эксплуатации и жестокому обращению».

## Врачебные отчёты

### Отчёт 2002 года

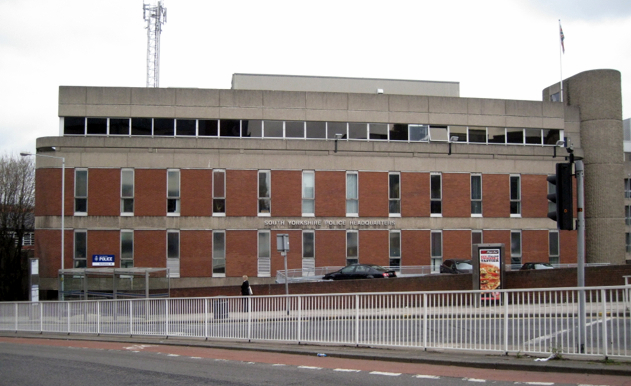
Штаб-квартира, Сниг-Хилл, Шеффилд

В 2002—2007 годах полиция Южного Йоркшира наняла Энджи Хил, стратегического аналитика по наркотикам, для проведения исследований по использованию и поставкам наркотиков в этом районе. Находясь в отделе стратегии борьбы с наркотиками с двумя полицейскими, Хил написала несколько отчётов за этот период. Во время своего исследования в 2002 году местных поставок крэк-кокаина она впервые столкнулась с примерами организованного сексуального насилия над детьми и проконсультировалась с Джейн Сэниэр из Risky Business и Энн Лукас, сотрудником службы эксплуатации детей в Шеффилде. Лукас объяснил, что частью процесса груминга было давать детям наркотики.
В первом докладе Хил, опубликованном в 2002 году, было рекомендовано разобраться с преступлениями, связанными с жестоким обращением с детьми; если бы не было доказательств, необходимых для привлечения мужчин к ответственности за сексуальные преступления, то вместо этого они могли бы быть привлечены к ответственности за преступления, связанные с наркотиками, что обеспечило бы безопасность детей и избавило бы их от наркотиков на улице. Хил написала в 2017 году, что ее доклад был широко прочитан, но она «не могла поверить в полное отсутствие интереса» к связям, которые она предоставила между местной торговлей наркотиками и жестоким обращением с детьми.

### Отчёт 2003 года
Хил решила продолжить исследование этой проблемы и включила CSE в свои двухгодичные аналитические брифинги. В то время как Хил готовила свой второй доклад «Сексуальная эксплуатация, употребление наркотиков и торговля наркотиками: текущая ситуация в Южном Йоркшире» (2003), Джейн-старший тайно поделилась с ней отчетом Министерства внутренних дел Адель Вейр за 2002 год. Хил писала, что она действительно почувствовала страх после того, как прочитала его, учитывая уровень детализации, отсутствие интереса и отстранение Вейра.
В докладе Хил за 2003 год отмечалось, что в Ротереме было «значительное число девочек и некоторых мальчиков, подвергающихся сексуальной эксплуатации»; что жертвы подвергались групповому изнасилованию, похищению и другим видам насилия; что значительное число женщин забеременели, впали в депрессию, озлобились и нанесли себе телесные повреждения; и что Risky Business выяснил, что четверо преступников были признаны братьями. Хил создала две версии своего отчёта. Один из них предназначался для более широкого распространения среди чиновников. Во втором, предназначенном только для полиции, содержались имена преступников, полученные от Risky Business.

### Отчёт 2006 года
В 2005 году был создан новый Департамент по делам детей и молодёжи, членом кабинета которого был назначен советник Шон Райт, а в марте 2006 года в Ротерэме состоялась конференция «Каждый ребёнок имеет значение, но знают ли они об этом?», чтобы обсудить сексуальную эксплуатацию детей. В третьем докладе Хил «насилие и преступность с применением огнестрельного оружия: связи с сексуальной эксплуатацией, проституцией и рынками наркотиков в Южном Йоркшире» (2006) отмечается, что эта ситуация сохраняется и связана с «систематическим физическим и сексуальным насилием в отношении молодых женщин». Жертвы были переправлены в другие города, и применявшееся насилие было «очень жестоким». Если девочки протестовали, преступники угрожали привлечь к этому делу их младших сестёр, друзей и родственников. Кроме того, участились сообщения о том, что преступники были замечены с оружием.
Хил писала, что основными жертвами были белые девочки, которые становились мишенями преступников с 11 лет; средний возраст составлял 12-13 лет. Девушки азиатского происхождения также были мишенью, но их жестокое обращение было скрытым, не включая локализованный груминга. Наиболее значимой группой лиц, совершивших локализованный груминг, были мужчины азиатского происхождения. Несколько сотрудников, занимавшихся этим вопросом, полагали, что этническая принадлежность преступников не позволяет решить проблему жестокого обращения, писала Хил. Один рабочий сказал, что азиатские таксисты в Ротерэме занимались этим в течение 30 лет, но в 1970-е годы преступления не были организованы. Хил добавила, что в настоящее время проводится громкая рекламная кампания о торговле женщинами из Восточной Европы с плакатами в аэропорту Донкастер-Шеффилд, в то время как проблема местной торговли людьми «по-видимому, в значительной степени игнорируется». В докладе было рекомендовано: «больше внимания следует уделять борьбе с насильниками, а не с теми, кто подвергается насилию».
Хил разослала свой отчёт за 2006 год всем участникам Ротерэмского партнёрства по борьбе с наркотиками, а также командующему полицейским округом Южного Йоркшира и старшим суперинтендантам. Вскоре после этого, согласно отчету Джея, финансирование Risky Business было увеличено, и Совет по защите детей совета одобрил «план действий по борьбе с сексуальной эксплуатацией детей и молодёжи в Ротерэме».
Примерно в это же время Хил стало ясно, что её отодвинули на второй план. Отдел стратегии борьбы с наркотиками был расформирован, и ей сказали, что несколько офицеров в её отделе не поддерживают её или её работу. Учитывая, что она сообщала об изнасиловании детей, она пишет, что отсутствие поддержки «никогда не перестанет удивлять и печалить» её. Она решила уйти из полиции Южного Йоркшира в марте 2007 года. Её отчёты за 2003 и 2006 годы были опубликованы полицией Южного Йоркшира в мае 2015 года по запросу в соответствии с Закона о свободе информации.

## Операция Central и первый судебный процесс (2010)
В 2008 году полиция Южного Йоркшира организовала операцию «Central» для расследования этих обвинений. В результате в октябре 2010 года восемь мужчин предстали перед Шеффилдским Королевским судом по обвинению в сексуальных преступлениях против девочек в возрасте 12-16 лет. Четверо из пострадавших дали показания. Были осуждены пять человек, в том числе два брата и двоюродный брат. Один из братьев, Разван Разак, ранее был осужден за непристойное нападение на молодую девушку в своей машине и нарушил предыдущий приказ о предупреждении сексуальных преступлений. Его брат Умар подал апелляцию на приговор и был освобождён через девять месяцев. Все пятеро были внесены в реестр сексуальных преступников.
| Имя                           | Возраст | Деяния                                           | Приговор                                         |
| ----------------------------- | ------- | ------------------------------------------------ | ------------------------------------------------ |
| Разван Разак (Razwan Razaq)   | 30      | Сексуальная активность с ребенком                | 11 лет                                           |
| Умар Разак (Umar Razaq)       | 24      | Сексуальная активность с ребенком                | 4 года, 6 месяцев (позже сокращено по апелляции) |
| Зафран Рамзан (Zafran Ramzan) | 21      | Изнасилование, сексуальная активность с ребёнком | 9 лет                                            |
| Мохсин Хан (Mohsin Khan)      | 21      | Сексуальная активность с ребенком                | 4 лет                                            |
| Адил Хуссейн (Adil Hussain)   | 20      | Сексуальная активность с ребенком                | 4 лет                                            |

## Расследование газеты «The Times»

### Предыстория
Эндрю Норфолк из «The Times» впервые написал о локализованном груминге в 2003 году, после переезда из Лондона в Лидс, когда он написал короткую историю о банде сексуальных насильников над детьми в Кейли. Энн Крайер, депутат парламента от Кейли, жаловалась, что мужчины пакистанского происхождения нападают на девочек-подростков вне школ, в то время как родители утверждали, что полиция и социальные службы отказываются действовать. С тех пор и до 2010 года Норфолк слышал о судебных делах в северной Англии и Мидлендс, сообщавших о подобной схеме. Группы мужчин льстили молодым девушкам в общественных местах, предлагая им алкоголь, сигареты и прокатиться в шикарных автомобилях. Один мужчина становился «бойфрендом», и вскоре девушки должны были заниматься сексом со всей группой, включая контакты за городом. Норфолк пишет, что в то время как большинство сексуальных преступников в Великобритании — белые мужчины и одинокие преступники, эти случаи отличались тем, что большинство мужчин имели мусульманские имена и работали в группах.
Судебные протоколы показали 17 случаев локализованного груминга в 13 северных городах с 1997 года (14 с 2008 года), в которых 56 мужчин были осуждены за сексуальные преступления против девочек в возрасте 11-16 лет. В этих случаях речь шла о двух или более мужчинах, пристававших к молодым девушкам, которых они встречали на улице. Несколько случаев напоминали Ротерэм, когда девочек передавали по кругу группами. Из 56 человек 53 были азиатами, причём 50 из них были мусульманами в основном пакистанского происхождения, а также курдами и косоварами, и трое — белыми. Норфолк взял интервью у двух пострадавших семей, и в январе 2011 года первая из серии историй появилась на четырёх страницах «The Times», сопровождаемая редакционной статьёй «Раскрыто: заговор молчания о сексуальных бандах Великобритании» (Revealed: conspiracy of silence on UK sex gangs). Норфолк сообщил Комитету внутренних дел в 2013 году, что сотрудники совета и старшие полицейские позвонили ему, чтобы поблагодарить его; один директор службы по делам детей сказал ему: «Мои сотрудники сегодня прыгают от радости в офисе, потому что наконец-то кто-то сказал то, что мы не смогли сказать».

### Убийство Лоры Уилсон
В 2012 году Совет Ротерема обратился в Высокий суд с иском о запрете на публикацию в Норфолке неотредактированной версии серьезного обзора дела, написанного после убийства местной девушки Лоры Уилсон (Laura Wilson).
Упомянутой в обзоре как «ребёнок S», Уилсон было 17 лет в октябре 2010 года, когда её 40 раз ударил ножом и бросил в канал её 17-летний бывший бойфренд Аштиак Асгар, что полиция назвала «убийством чести». Четыре месяца назад она родила ребенка от 21-летнего женатого мужчины. Семьи этих мужчин, оба пакистанского происхождения, по-видимому, не знали об отношениях и существовании ребенка. Устав от замалчиваний, Уилсон решила все им рассказать. Через несколько дней бывший парень убил её. Оба мужчины предстали перед судом; более старший мужчина был оправдан, а Асгар был заключен в тюрьму на 17 лет и шесть месяцев.
По оценке имевшая IQ 56 и возраст по навыкам чтения и письма – 6 лет, Уилсон была целью локализованного ухода по крайней мере с 11 лет. Совет отсылал её к рискованному бизнесу через три месяца после ее 11-летия, и когда ей было 13 лет, Уилсон и ее семья появились на шоу Джереми Кайла, чтобы обсудить детей, которые вышли из-под контроля. Она также была упомянута в уголовном расследовании 2009 года, которое привело к первым пяти обвинительным приговорам, вытекающим из локализованного груминга в Ротерэме.
Правительство распорядилось, чтобы Совет опубликовал своё серьезное рассмотрение дела. Оно было опубликована с отрывками, затемненными на 61 из 144 страниц. Норфолк получил неотредактированную версию и обнаружил, что Совет скрыл этническую принадлежность мужчин, а также упоминание об Уилсон во время уголовного расследования 2009 года и степень участия совета в её уходе. Майкл Гоув, тогдашний министр образования, обвинил Совет в июне 2012 года в сокрытии «соответствующих и важных материалов». После вмешательства Гоува совет отозвал свой судебный иск, и Норфолк опубликовал статью под заголовком «Чиновники скрыли жизненно важные факты о мужчинах, подозреваемых в том, что они приставали к девушке ради секса» (Officials hid vital facts about men suspected of grooming girl for sex).

### Сентябрь 2012 года
24 сентября 2012 года Норфолк написал, что жестокое обращение в Ротерэме было гораздо более распространённым, чем официально признавалось, и что полиция знала об этом уже более десяти лет. Его история, «Полицейские досье раскрывают огромный скандал по защите детей» (Police files reveal vast child protection scandal), была основана на 200 просочившихся документах, некоторые из которых были получены от Джейн Сэниэр, таких как материалы дела и письма из полиции и социальных служб. Эти документы включали отчёт Адель Уэйр за 2001 год для Министерства внутренних дел, который связывал 54 ребенка, подвергшихся насилию, с семьёй Хусейн; 18 из них называли Аршида Хусейна своим «бойфрендом».
Случаи, отмеченные Норфолком, включали в себя 15-летнюю девочку, в которую была вставлена разбитая бутылка; 14-летнюю девочку, которую удерживали в квартире и заставляли заниматься сексом с пятью мужчинами; и 13-летнюю девочку, «с разорванной одеждой», обнаруженную полицией в доме в 3 часа ночи с группой мужчин, которые дали ей водку. Услышав крик девочки, соседка вызвала полицию. Девушку арестовали за пьянство и хулиганство, но мужчин допрашивать не стали.
Газета процитировала доклад Бюро полицейской разведки за 2010 год, в котором говорилось, что на местном и национальном уровнях, особенно в Шеффилде и Ротерэме, «по-видимому, существует значительная проблема с сетями азиатских мужчин, эксплуатирующих молодых белых женщин». Согласно полицейскому отчёту, детей из Южного Йоркшира переправляли в Бирмингем, Брэдфорд, Бристоль, Дувр, Манчестер и другие города. Документ из Совета по защите детей Ротерэма, сообщающий, что преступления имели «культурные особенности <…>, которые являются локально чувствительными с точки зрения разнообразия» (cultural characteristics … which are locally sensitive in terms of diversity):

Существуют особенности этнической принадлежности, которые потенциально могут поставить под угрозу гармонию общественных отношений. При составлении проекта будет уделено большое внимание тому, <...> чтобы убедиться, что его выводы отражают такие качества Ротерема, как разнообразие. Крайне важно избегать намёков на более широкий культурный феномен.
Оригинальный текст (англ.)There are sensitivities of ethnicity with potential to endanger the harmony of community relationships. Great care will be taken in drafting ... this report to ensure that its findings embrace Rotherham's qualities of diversity. It is imperative that suggestions of a wider cultural phenomenon are avoided.

В августе 2013 года Норфолк опубликовал историю 15-летней девочки из Ротерэма, позже выяснилось, что это Сэмми Вудхаус (Sammy Woodhouse), которая была описана в отчёте Адель Уэйр в 2001 году, и которой социальные службы разрешили поддерживать контакт с Аршидом Хусейном, несмотря на то, что её родители заботились о ней, чтобы защитить её от него. (Хусейн был заключен в тюрьму в 2016 году на 35 лет). Девочка забеременела дважды. Одним из тех, кто «знал об этих отношениях», согласно «The Times», был Джахангир Ахтар, тогдашний заместитель главы Совета Ротерема, предположительно был родственником Хусейна. Он подал в отставку, но отверг эти претензии. Ахтар был одним из тех чиновников, которые позже были описаны в докладе Кейси как имеющие значительное влияние на совет и, как сообщается, известные тем, что закрыли дискуссию о сексуальном насилии. Вскоре после публикации статьи в «The Times» Совет Ротерема поручил провести расследование по делу Джея.

## Комитет по Внутренним делам

### Слушания
Комитет по внутренним делам Палаты общин начал заслушивать доказательства о локализованном груминге в июне 2012 года в результате обвинительных приговоров Ротерема в 2010 году (операция «Central»), статей Эндрю Норфолка в «The Times» и рочдейлской банды сексуальных насильников над детьми (операция «Span»), в результате которых в мае 2012 года были осуждены 12 мужчин. В июне 2013 года комитет опубликовал свой доклад «сексуальная эксплуатация детей и ответные меры в связи с локализованным грумингом» (Child sexual exploitation and the response to localised grooming), а в октябре 2014 года в ответ на доклад Джея были приняты последующие меры.
В октябре 2012 года комитет подверг критике главного констебля Южного Йоркшира Дэвида Кромптона и одного из его старших офицеров Филипа Этериджа. Комитет заслушал доказательства того, что трем членам семьи, связанным с жестоким обращением с 61 девочкой, не были предъявлены обвинения, и никаких мер не было принято, когда 22-летний мужчина был обнаружен в машине с 12-летней девочкой, с непристойными изображениями ее на своем телефоне. Кромптон сказал, что «этническое происхождение» не является фактором при принятии решения о предъявлении обвинений подозреваемым. Комитет заявил, что они очень обеспокоены, как и общественность.
Во время слушания в сентябре 2014 года, посвященного обсуждению Ротерэма, председатель комитета Кит Ваз сказал Кромптону, что комитет был шокирован доказательствами и что он привлёк к ответственности полицию Южного Йоркшира. Отвечая на вопрос об инциденте, в котором 13-летний подросток, найденная в квартире с группой мужчин, была арестована за пьянство и хулиганство, Кромптон сказал, что это будет передано в независимую комиссию по жалобам на полицию. Кроме того, в ходе слушаний были представлены и другие доказательства того, что отцы, которым удалось найти адреса, по которым их дочери подвергались изнасилованию, сами были арестованы по вызову полиции.
В январе 2013 года комитет вызвал главу Совета Ротерема Мартина Кимбера, чтобы объяснить отсутствие арестов, несмотря на то, что полиция Южного Йоркшира заявила, что проводит расследование и совет выявил 58 молодых девушек, находящихся в группе риска. Ваз задал вопрос, почему после того, как в 2010 году пять азиатов были заключены в тюрьму, больше ничего не было сделано: «в Ланкашире в позапрошлом году было возбуждено 100 уголовных дел, в Южном Йоркшире — ни одного». Совет извинился за «системный провал», который «подвёл» (let down) жертв.

### Отчёт октября 2014 года
В последующем докладе комитета от 18 октября 2014 года подробно описывалось исчезновение файлов Адель Уэйр, содержащих данные о злоупотреблениях со стороны офиса рискованного бизнеса в 2002 году. Эти обвинения были сделаны в ходе частных слушаний. Кит Ваз сказал: «распространение откровений о файлах, которые больше не могут быть найдены, вызывает у общественности подозрение в преднамеренном сокрытии. Единственный способ решить эти проблемы — это провести полное, прозрачное и срочное расследование». В докладе содержался призыв к принятию нового законодательства, позволяющего отстранять избранных полицейских и комиссаров по борьбе с преступностью после вотума недоверия.

## Запрос Джея

### Доклад

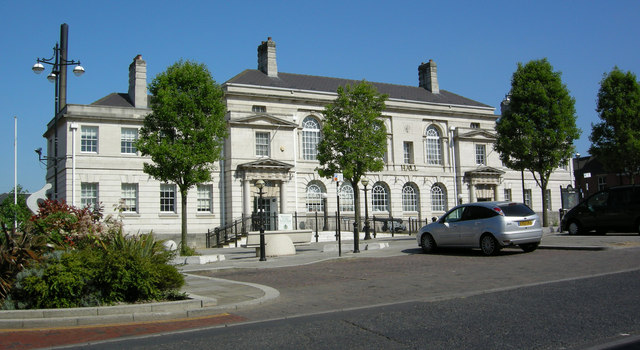
Rotherham Town Hall

В октябре 2013 года Совет Ротерема поручил профессору Алексису Джею, бывшему главному советнику по социальной работе шотландского правительства, провести независимое расследование в отношении его работы с сообщениями о сексуальной эксплуатации детей с 1997 года. Опубликованный 26 августа 2014 года доклад Джея показал, что примерно 1400 детей, по «консервативным оценкам», подвергались сексуальной эксплуатации в Ротереме в период с 1997 по 2013 год. Согласно докладу, дети в возрасте 11 лет были «изнасилованы многочисленными преступниками, похищены, переправлены в другие города Англии, избиты и запуганы».
Таксисты были «общей нитью», забирая детей для секса из школ и клиник. Следственная группа нашла примеры, когда «ребёнка обливали бензином и угрожали поджечь, детям угрожали оружием, детям, ставшим свидетелями жестоких насильственных изнасилований, угрожали, что они станут следующей жертвой, если кому-то расскажут. Девочки в возрасте 11 лет были изнасилованы большим числом мужчин-преступников, один за другим». Согласно отчёту:

Один ребёнок, который готовился дать показания, получил сообщение о том, что у преступника есть её младшая сестра, и выбор того, что произойдет дальше, зависит от нее. Она забрала свои показания. По меньшей мере две другие семьи подверглись терроризму со стороны групп преступников, которые сидели в автомобилях возле дома семьи, разбивали окна, делали оскорбительные и угрожающие телефонные звонки. В некоторых случаях дети-жертвы возвращались к преступникам, полагая, что только так их родители и другие дети в семье будут в безопасности. В самых крайних случаях никто в семье не верил, что власти могут их защитить.
Оригинальный текст (англ.)One child who was being prepared to give evidence received a text saying the perpetrator had her younger sister and the choice of what happened next was up to her. She withdrew her statements. At least two other families were terrorised by groups of perpetrators, sitting in cars outside the family home, smashing windows, making abusive and threatening phone calls. On some occasions child victims went back to perpetrators in the belief that this was the only way their parents and other children in the family would be safe. In the most extreme cases, no one in the family believed that the authorities could protect them.

В докладе отмечается, что дети родились в результате жестокого обращения. Случались также выкидыши и прерывания беременности. Несколько девочек смогли ухаживать за своими детьми с помощью социальных служб, но в других случаях младенцы были навсегда удалены, что привело к дальнейшим травмам матери и семьи матери. Сара Чемпион, которая в 2012 году сменила Дениса Макшейна на посту члена парламента от лейбористов в Ротерэме, сказала, что это «красноречиво говорит о том, что эти дети вообще не рассматривались как жертвы».
Согласно докладу, в начале 2000-х годов полиция проявляла неуважение к жертвам, считая их «нежелательными» и не заслуживающими защиты со стороны полиции. Опасения Джейн Сэниэр, бывшей молодёжной работницы, были встречены с «безразличием и презрением». Поскольку большинство преступников были выходцами из Пакистана, некоторые сотрудники Совета заявили, что они нервничают по поводу установления этнического происхождения преступников, опасаясь, что их сочтут расистами; другие же, как отмечалось в докладе, «помнят чёткое указание своих руководителей» не проводить такую идентификацию. В докладе был отмечен опыт Адель Уэйр, исследователя Министерства внутренних дел, которая в 2002 году попыталась выразить обеспокоенность по поводу злоупотреблений со старшими полицейскими; ей было сказано не делать этого снова, и впоследствии она была отстранена.
Согласно отчёту, сотрудники Совета Ротерэма описывались его как мачо, сексисты и хулиганы. Были высказаны сексистские замечания в адрес работающих женщин, особенно в период 1997—2009 годов. Одна женщина сообщила, что ей велели носить более короткие юбки, чтобы «лучше ладить»; другую спросили, носит ли она маску во время секса. В докладе Джея отмечалось, что «существует такая культура … скорее всего, это помешало бы Совету обеспечить эффективный корпоративный ответ на такую весьма чувствительную социальную проблему, как сексуальная эксплуатация детей». Несколько человек, которые говорили с расследованием Джея, были обеспокоены тем, что чиновники Совета Ротерэма были связаны с преступниками через деловые интересы, такие как фирма такси; полиция заверила следствие, что нет никаких доказательств этого.

### Отставки
Отчёт Джея побудил к отставке Роджера Стоуна, лидера лейбористов из Совета Ротерэма, и Мартина Кимбера, его главного исполнительного директора. Несмотря на сильную критику во время выступлений в Комитете по делам Палаты представителей, Джойс Тэкер, директор Совета по делам детей, и Шон Райт, комиссар полиции и преступности Южного Йоркшира (PCC) с 2012 года — и член Совета по труду, отвечающий за безопасность детей в совете с 2005 по 2010 год — не ушли в отставку. В конце концов они это сделали, в сентябре, под давлением; Райта попросила уйти Тереза Мэй, тогдашний министр внутренних дел; члены его собственной партии; и член парламента от Лейбористской партии Ротерэма Сара Чампион. Он также ушёл из Лейбористской партии 27 августа 2014 года после ультиматума партии сделать это добровольно или быть исключённым.
Роджер Стоун был исключён из Лейбористской партии, как и советники Гвендолин Рассел и Шаукат Али, а также бывший заместитель лидера Совета Джахангир Ахтар, который потерял свое место в совете в 2014 году. Малькольм Ньюсам был назначен комиссаром по социальной защите детей в октябре 2014 года, а впоследствии Иэн Томас был назначен временным директором службы по делам детей.

### Восприятие
Результаты доклада Джея вызвали всеобщее удивление, а также широкое освещение в прессе, включая передовицу газеты «Washington Post». Десять самых популярных британских газет поместили этот отчёт на своих первых полосах, включая «Times», «Guardian», «Daily Telegraph» и «Independent».
Дэвид Кромптон, главный констебль полиции Южного Йоркшира с 2012 по 2016 год, предложил Национальному агентству по борьбе с преступностью провести независимое расследование. Кит Ваз, тогдашний председатель комитета внутренних дел, сказал Мередидду Хьюзу, главному Констеблю с 2004 по 2011 год, что Хьюз подвёл жертв насилия.
Тереза Мэй, тогдашний министр внутренних дел, обвинила власти в «невыполнении служебных обязанностей». Она обвинила несколько факторов, в том числе «институционализированную политкорректность» Совета Ротерэма, недостаточный контроль и культуру сокрытия фактов в сочетании со страхом быть замеченным как расист и «пренебрежительное отношение» к детям. Денис Макшейн, депутат парламента от Ротерэма с 1994 года до своей отставки в 2012 году за ложные расходы, обвинил культуру в том, что она «не хочет раскачивать лодку мультикультурного сообщества». Саймон Данчук, член парламента от Лейбористской партии Рочдейла, где рассматривались подобные дела, утверждал, что этническая принадлежность, класс и ночная экономика — все это факторы, добавляя, что «очень небольшое меньшинство» в азиатском сообществе имеет нездоровый взгляд на женщин и что «нездоровый бренд политики», импортированный «из Пакистана», который включает в себя «заботу о своих», был отчасти тому виной.
Британские мусульмане и члены британско-пакистанской общины официально осудили как это насилие, так и то, что оно было скрыто. Назир Афзал, главный прокурор Королевской прокурорской службы (CPS) в Северо-Западной Англии в 2011—2015 годах, сам мусульманин, принял решение в 2011 году привлечь к ответственности группу сексуальных надругательств над детьми из Рочдейла после того, как CPS отклонила это дело. Отвечая на доклад Джея, он утверждал, что жестокое обращение не имеет никакого основания в исламе: «Ислам говорит, что алкоголь, наркотики, изнасилования и жестокое обращение — все это запрещено, но эти люди были окружены всеми этими вещами».
Афзал утверждал, что эти случаи были связаны с мужской силой: «Их определяет не раса насильников. Их определяет именно отношение к женщинам». Рассмотрение дел было скорее вопросом некомпетентности, чем политкорректности. Он согласился с Данчуком в том, что природа ночной экономики искажает картину — все больше людей пакистанского происхождения работают ночью и поэтому могут быть более вовлечены в этот вид деятельности. Новый директор Службы Помощи Детям в Ротереме Иэн Томас не согласился с этим утверждением, утверждая, что «ночная экономика полна белых парней. Девяносто два процента жителей Ротерэма — белые». Алексис Джей также не согласилась; она сказала The Guardian в 2015 году, что работа в ночной экономике «даёт возможность, но не даёт мотива».
Британский индуистский совет и Федерация сикхов попросили, чтобы преступники были названы пакистанскими мусульманами, а не азиатскими. Britain First и Лига английской обороны устроили протесты в Ротерэме, а также против Unite Against Fascism.

## Запрос Кейси
После доклада Джея Государственный секретарь по делам общин и местного самоуправления Эрик Пиклс поручил провести независимую инспекцию Совета Ротерэма. Возглавляемая Луизой Кейси, генеральным директором правительственной программы «проблемные семьи», инспекция изучила вопросы управления советом, предоставления услуг детям и молодёжи, а также лицензирования такси и частного проката.
Опубликованный в феврале 2015 года отчёт Кейси констатировал, что Совет Ротерэма «не подходит для этой цели». Кейси определила культуру «травли, сексизма» и неуместной «политкорректности», наряду с историей сокрытия информации и замалчивания разоблачителей. Группа по борьбе с сексуальной эксплуатацией детей была плохо ориентирована, страдала от чрезмерной нагрузки на пациентов и не делилась информацией. Совет уже не раз сталкивался с проблемами, связанными с расой: «Сотрудники считали, что существует лишь небольшой шаг между упоминанием этнической принадлежности преступников и тем, чтобы их называли расистами». Членам совета пакистанского происхождения было предоставлено право решать все вопросы, относящиеся к этому сообществу, что позволило им оказывать несоразмерное влияние, в то время как белые члены совета игнорировали свои обязанности. В частности, советник Джахангир Ахтар был назван слишком влиятельным, в том числе и в отношении полицейских дел.
В феврале 2015 года правительство заменило своих избранных должностных лиц командой из пяти уполномоченных, в том числе одного, которому было поручено конкретно заниматься службами по защите детей. Досье, касающиеся одного находящегося должности и одного бывшего члена Совета, выявившего «ряд потенциально уголовных дел», были переданы Национальному агентству по борьбе с преступностью. Лидер Совета, Пол Лакин, подал в отставку, и члены кабинета Совета также ушли в отставку.

## Операция «Клевер», суды 2015—2017 годов

### Декабрь 2015 года
Полиция Южного Йоркшира организовала операцию «Клевер» в августе 2013 года для расследования исторических случаев сексуального насилия над детьми в этом городе.
В результате 10 декабря 2015 года в Шеффилдском Королевском суде шесть мужчин и две женщины предстали перед судьёй Сарой Райт, а Мишель Колборн — королевским обвинителем. Четверо из них были членами семьи Хусейн — три брата и их дядя Гурбан Али, названные в докладе Адель Уэйр 2001 года. Говорили, что семья Хуссейнов «владела» Ротерэмом. Али владел местной таксомоторной компании «Speedline Taxis»; одна из обвиняемых женщин работала в Speedline в качестве радио-оператора. Четвёртый брат Хусейна, Сагир Хусейн, был осуждён в ноябре 2016 года. В конце 2018 года утверждалось, что Аршид Хусейн связался с Советом Ротерэма, находясь в тюрьме, в связи с разбирательством по уходу за его ребёнком, который был зачат во время изнасилования. Мать ребёнка и жертва Хусейна, Сэмми Вудхаус, обвинила Совет в том, что он подвергает её ребенка риску, и онлайн-петиция с призывом изменить закон собрала более 200 000 подписей.
24 февраля 2016 года Али был признан виновным в сговоре с целью изнасилования и приговорен к 10 годам лишения свободы. Аршид «бешеный Эш» Хусейн, по-видимому главарь банды, был заключен в тюрьму на 35 лет. Он появился в суде по видеосвязи и, казалось, спал в постели, когда был оглашён приговор. Его адвокат сказал, что он остался парализованным из-за несчастного случая со стрельбой; обвинение утверждало, что его заявление о том, что он слишком болен, чтобы присутствовать, было просто уловкой. Брат Аршида, Баннарас «Боно» Хусейн, был заключён в тюрьму на 19 лет, а Башарат «Баш» Хусейн — на 25 лет. Двое других мужчин были оправданы, один из семи обвинений, включая четыре изнасилования, а второй — по одному обвинению в непристойном нападении.
Суд заслушал, что полиция однажды поймала Башарата Хусейна с поличным, но ничего не предприняла. Он был с жертвой на автостоянке рядом с полицейским участком Ротерэма, когда к нему подъехала полицейская машина и спросила, что он делает. Он ответил: «Она просто сосет мой член, приятель» (She’s just sucking my cock, mate), и полицейская машина уехала.
Карен Макгрегор и Шелли Дэвис были осуждены за незаконное лишение свободы и заговор с целью приобретения проституток. Макгрегор работала на Гурбана Али радистом в компании «Speedline Taxis». Она была приговорена к 13 годам, а Дэвис получила 18-месячный условный срок. Макгрегор и Дэвис входили в доверие девушкам и забирали их обратно в дом Макгрегора. Действуя как суррогатные родители, женщины покупали им еду и одежду, а также выслушивали их проблемы. Затем девочкам давали алкоголь и предлагали зарабатывать себе на пропитание сексом с посетителями мужского пола. Макгрегор даже подал заявку на благотворительный статус для местной группы, которую она основала, «Kin Kids», чтобы помочь опекунам проблемных подростков. В этом ее поддержал Джон Хили, член парламента от Уэнтуорта и Дирна (который никак не мог знать, что Макгрегор добывает детей для секса), и она присутствовала на собрании в Вестминстере, чтобы поговорить об этом.
| Имя                                | возраст | Деяния                                                                                           | Приговор           |
| ---------------------------------- | ------- | ------------------------------------------------------------------------------------------------ | ------------------ |
| Курбан Али (Qurban Ali)            | 53      | Заговор с целью изнасилования                                                                    | 10 лет             |
| Аршид Хуссейн (Arshid Hussain)     | 40      | Изнасилование, непристойное нападение (23 обвинения)                                             | 35 лет             |
| Башарат Хуссейн (Basharat Hussain) | 39      | Изнасилование (15 обвинений)                                                                     | 25 лет             |
| Баннарас Хусейн (Bannaras Hussain) | 36      | Изнасилование, непристойное нападение, фактическое нанесение телесных повреждений (10 обвинений) | 19 лет             |
| Карен МакГрегор (Karen MacGregor)  | 58      | Незаконное лишение свободы, заговор с целью приобретения проституток                             | 13 лет             |
| Шелли Дэвис (Shelley Davies)       | 40      | Незаконное лишение свободы, заговор с целью приобретения проституток                             | 18 месяцев условно |

### Сентябрь 2016 года
Восемь человек предстали перед судом в сентябре 2016 года и были осуждены 17 октября того же года. Четвёртый брат Хусейна, Сагир Хусейн, был заключен в тюрьму на 19 лет по четырем пунктам обвинения в изнасиловании 13-летней девочки и одном непристойном нападении. Семья девушки, которая в то время владела местной почтой и магазином, сообщила об изнасилованиях в полицию, своему члену парламента и Дэвиду Бланкетту, министру внутренних дел, но безрезультатно.
Впервые за ней ухаживали, когда ей было 12 лет, и она рассказала суду, что с 13 лет ее несколько раз насиловали, причем в первый раз в ноябре 2002 года девять мужчин, которые делали фотографии. В другой раз ее заперли в комнате, а снаружи выстроились мужчины. Ей угрожали пистолетом и сказали, что они изнасилуют ее мать, убьют ее брата и сожгут ее дом. Каждый раз, когда это случалось, она прятала одежду, в которую была одета. В апреле 2003 года, когда ей было 13 лет, она рассказала об этом своей матери, которая предупредила полицию; суду была показана видеозапись допроса, проведенного полицией с ней в том месяце. Полицейские забрали сумки с одеждой, а через два дня позвонили и сказали, что потеряли ее. Семье прислали компенсацию в размере 140 фунтов стерлингов за одежду и посоветовали отказаться от этого дела. Не найдя никого, кто мог бы им помочь, они продали свой бизнес в 2005 году и в страхе переехали в Испанию на 18 месяцев.
Сагир Хусейн дал интервью телеканалу Channel 4 News в 2014 году, после того как его брат Аршид Хусейн был назван в СМИ главарём бандитов. Сагир возложил ответственность за жестокое обращение на девушек, носящих мини-юбки: «Самая большая часть проблемы, с которой вы сталкиваетесь в наши дни, — это эти молодые девушки, которые одеваются, то есть мини-юбки, и все такое, они идут в клубы, и в конечном итоге идут с парнями, и всё такое, и они просыпаются на следующее утро, и они кричат об изнасиловании. Или грумминге». Отвечая на вопрос о том, что его брат напал на 12-летних детей, он сравнил секс с 12-летними детьми с тем, что «им нравится ходить и есть это собачье дерьмо; они этого не сделают» (going and eating that dog crap; they wouldn’t do it), и обвинил социальные службы в том, что они вообще выпустили девочек.
Брат Сагира, Башарат Хусейн, уже приговоренный к 25 годам в феврале 2016 года, был осужден за непристойное нападение и получил дополнительный семилетний срок за пособничество. Два двоюродных брата Хусейнов, Асиф Али и Мохаммед Уид, были осуждены соответственно за изнасилование и пособничество изнасилованию. Ещё четверо мужчин были заключены в тюрьму за изнасилование или непристойное нападение.
| Имя                                | Возраст | Деяния                                                                                   | Приговор |
| ---------------------------------- | ------- | ---------------------------------------------------------------------------------------- | -------- |
| Саджир Хуссейн (Sageer Hussain)    | 30      | 4 изнасилования, непристойное нападение                                                  | 19 лет   |
| Башарат Хуссейн (Basharat Hussain) | 40      | Непристойное нападение                                                                   | 7 лет    |
| Иштиак Халик (Ishtiaq Khaliq)      | 33      | Изнасилование, три непристойных нападения                                                | 17 лет   |
| Масуд Малик (Masoued Malik)        | 32      | Изнасилование, ложное лишение свободы, сговор с целью совершения непристойного нападения | 15 лет   |
| Валид Али (Waleed Ali)             | 34      | Изнасилование, непристойное нападение                                                    | 13 лет   |
| Асиф Али (Asif Ali)                | 30      | Изнасилование                                                                            | 12 лет   |
| Наим Рафик (Naeem Rafiq)           | 33      | Заговор с целью совершения непристойного нападения, ложное лишение свободы               | 8 лет    |
| Мохаммед Ваед (Mohammed Whied)     | 32      | Пособничество и подстрекательство к изнасилованию                                        | 5 лет    |

### Январь 2017 года
Шесть человек, включая трёх братьев, предстали перед судом в январе 2017 года перед судьей Сарой Райт, а Софи Дрейк обвиняла их. Все они были осуждены за 21 преступление, связанное с нападениями в период с 1999 по 2001 год на двух девочек, которым тогда было 11 и 13 лет. Девочки подверглись нападению в магазине фейерверков и в квартире над рядом магазинов, которые принадлежали отцу братьев. Одна девочка, которой в то время было 12 лет, была заперта на ночь в «чрезвычайно грязной» квартире без электричества и водопровода. В 2001 году в полицию поступило сообщение об изнасиловании Башаратом Хусейном; его допросили, но отпустили без предъявления обвинений. Одна из девочек забеременела в возрасте 12 лет, но она была изнасилована пятью мужчинами и не знала, кто отец ребёнка; анализ ДНК показал, что это был один из обвиняемых. После вынесения приговора двое из них выкрикнули «Аллаху Акбар», когда их вывели из зала суда.
| Имя                              | Возраст | Деяния                                                                                          | Приговор          |
| -------------------------------- | ------- | ----------------------------------------------------------------------------------------------- | ----------------- |
| Башарат Дад (Basharat Dad)       | 32      | Изнасилование, непристойное нападение и незаконное лишение свободы                              | 20 лет            |
| Нессер Дад (Nasser Dad)          | 36      | Изнасилование, незаконное лишение свободы, подстрекательство к грубой непристойности с ребёнком | 14 лет, 6 месяцев |
| Тайяб Дад (Tayab Dad)            | 34      | Изнасилование                                                                                   | 10 лет            |
| Мохаммед Садик (Mohammed Sadiq)  | 41      | Половой акт с девушкой до 13 лет                                                                | 13 лет            |
| Матлуб Хуссейн (Matloob Hussain) | 42      | Половой акт с девушкой до 13 лет                                                                | 13 лет            |
| Амджад Али (Amjad Ali)           | 36      | Половой акт с девушкой до 13 лет                                                                | 11 лет            |

### Май 2017
21-й человек был признан виновным в сексуальных преступлениях в мае 2017 года.
| Имя                           | Возраст | Деяния                                                                        | Приговор         |
| ----------------------------- | ------- | ----------------------------------------------------------------------------- | ---------------- |
| Залгай Ахмади (Zalgai Ahmadi) | 45      | Заговор с целью совершения сексуального насилия и незаконного лишения свободы | 9 лет, 6 месяцев |

## Расследование Национального агентства по борьбе с преступностью
Национальное агентство по борьбе с преступностью (NCA) создало операцию «Stovewood» в декабре 2014 года для проведения уголовного расследования и пересмотра расследований полиции Южного Йоркшира. Расследованием NCA руководил директор NCA Тревор Пирс, а затем его возглавил заместитель директора Рой Маккомб. По состоянию на 2016 год ожидалось, что расследование продлится восемь лет и обойдется более чем в 30 миллионов фунтов стерлингов. К июню 2015 года операция «Stovewood» выявила 300 подозреваемых.

### Ноябрь 2017
Трое мужчин были арестованы в июле 2016 года и в декабре того же года обвинены в непристойном нападении на девочку в возрасте до 14 лет в период с июня 1994 года по июнь 1995 года. Они были осуждены после судебного разбирательства в ноябре 2017 года в Королевском суде Шеффилда. Мужчины подружились с 13-летней девочкой в Ротерэме, а затем напоили её алкоголем и изнасиловали. Судья Дэвид Диксон сказал этим троим, что они «домогались, принуждали и запугивали» свою жертву и обращались с ней «как с вещью». Девушка, как говорится в судебном заседании, продолжала страдать от расстройств пищевого поведения, тревоги и депрессии в результате пережитого ею тяжёлого испытания.
| Имя                         | Возраст | Деяния                                          | Приговор         |
| --------------------------- | ------- | ----------------------------------------------- | ---------------- |
| Саджид Али (Sajid Ali)      | 38      | Семь пунктов обвинения в непристойном нападении | 7 лет, 6 месяцев |
| Захир Игбал (Zaheer Iqbal)  | 40      | Пять пунктов обвинения в непристойном нападении | 7 лет, 6 месяцев |
| Риаз Махмуд (Riaz Makhmood) | 39      | Три пункта обвинения в непристойном нападении   | 6 лет, 9 месяцев |

### Февраль 2018 года
Четвертый мужчина был осужден в рамках операции Stovewood в феврале 2018 года.
| Имя                          | Возраст | Деяния                    | Приговор |
| ---------------------------- | ------- | ------------------------- | -------- |
| Асгар Бостан (Asghar Bostan) | 47      | Один эпизод изнасилования | 9 лет    |

### Май 2018
Пятый мужчина был осуждён в начале мая 2018 года, а шестой — 31 мая. Тони Чапман признал 12 обвинений в непристойном нападении на девушку в возрасте до 16 лет в период с февраля 1998 года по январь 1999 года, когда он появился в суде 17 апреля. Он также был признан виновным в пяти преступлениях против двух отдельных девочек, включая изнасилование, нападение с нанесением реальных телесных повреждений и угрозу убийством после девятидневного судебного разбирательства в Королевском суде Шеффилда вчера. Эти преступления были совершены в период с октября 2013 года по май 2015 года, когда девочкам ещё не исполнилось 16 лет.
| Имя                        | Возраст | Деяния                                                                      | Приговор |
| -------------------------- | ------- | --------------------------------------------------------------------------- | -------- |
| Тони Чапман (Tony Chapman) | 42      | Семнадцать преступлений, связанных с сексуальным насилием в отношении детей | 25 лет   |

Хуррам Джавед был признан виновным по одному пункту обвинения в сексуальном насилии над 16-летней девушкой, когда ему было 31 год. Он был приговорён к двум годам тюремного заключения.
| Имя                           | Возраст | Деяния                           | Приговор |
| ----------------------------- | ------- | -------------------------------- | -------- |
| Хуррам Джавед (Khurram Javed) | 35      | Один случай сексуального насилия | 2 года   |

### Июнь 2018 года
Двое мужчин были обвинены в изнасиловании и непристойном нападении на 14-летнюю девочку. Кроме того, им было предъявлено обвинение в похищении двух девочек в возрасте 14 и 15 лет, которые в 2002 году были доставлены в Шеффилд для целей сексуальной деятельности.

### Июль 2018
Пятеро мужчин были обвинены в общей сложности в 21 преступлении, включая изнасилование и непристойное нападение на двух девочек в возрасте до шестнадцати лет в период с 2001 по 2004 год.

### Октябрь 2018
В октябре мужчина был приговорен к девяти годам лишения свободы за сексуальные действия в отношении ребёнка. Даррен Хайетт взял 15-летнюю девочку в свое такси и осыпал ее подарками, когда ему было 41 год.
| Имя                          | Возраст | Деяния                                       | Приговор |
| ---------------------------- | ------- | -------------------------------------------- | -------- |
| Данррен Хайтт (Darren Hyett) | 55      | Один пункт сексуальной активности с ребенком | 9 лет    |

В конце октября 2018 года семь мужчин, самое большое число которых было привлечено к уголовной ответственности в рамках расследования операции Национального агентства по борьбе с преступностью «Stovewood», были также осуждены за сексуальные преступления против пяти девочек, совершённые в период с 1998 по 2005 год. Впервые они были привлечены к ответственности в сентябре как группа из восьми мужчин, обвинённых в различных сексуальных преступлениях против детей, 2 из которых, как утверждалось, изнасиловали молодую девушку в Шервудском лесу в период с августа 2002 по 2003 год, дав ей наркотики и алкоголь и угрожая отвязаться от неё, если она не выполнит их требования. Позже девушке пришлось сделать аборт после того, как она забеременела. Одна из них сказала, что она переспала со 100 азиатскими мужчинами к тому времени, когда ей было 16 лет. Некоторые из девушек до знакомства с этими мужчинами уже подвергались эксплуатации со стороны других мужчин. Сначала девушки считали обвиняемых своими «бойфрендами», но вскоре оказалось, что, если они не подчинялись их требованиям, связанным с сексом, мужчины становились жестокими.
| имя                                                 | возраст | деяния | приговор |
| --------------------------------------------------- | ------- | --- | -------- |
| Мохамед Имран Али Ахтар (Mohammed Imran Ali Akhtar) | 37      | Один пункт обвинения в изнасиловании, один пункт обвинения в пособничестве изнасилованию, три пункта обвинения в непристойном нападении, один пункт обвинения в принуждении девушки моложе 21 года к незаконному половому акту с другим лицом и один пункт обвинения в сексуальном насилии | 23 года  |
| Натель Куршид (Nabeel Kurshid)                      | 39      | Два пункта изнасилования и один пункт сексуального насилия | 19 лет   |
| Иклак Юсаф (Iqlak Yousaf)                           | 34      | Два пункта обвинения в изнасиловании и два пункта обвинения в непристойном нападении | 20 years |
| Тансвер Али (Tanweer Ali)                           | 37      | Два пункта обвинения в изнасиловании, два пункта обвинения в непристойном нападении и один пункт обвинения в незаконном лишении свободы | 14 years |
| Салах Ахмед эль-Хаким (Salah Ahmed El-Hakam)        | 39      | Один пункт обвинения в изнасиловании | 15 years |
| Асиф Али (Asif Ali)                                 | 33      | Два эпизода непристойных нападений | 10 лет   |
| неназваный по имени мужчина                         |         | Два пункта обвинения в изнасиловании |          |

### Август 2019
В августе 2019 года семеро мужчин стали последними, кто был осужден в рамках операции «Stovewood», связанной с сексуальной эксплуатацией семи девочек-подростков более десяти лет назад, по меньшей мере четверо уже находились в тюрьме на момент вынесения приговора. Афтаб Хуссейн был приговорён к 24 годам за непристойное нападение после того, как был заключён в тюрьму на 3 года и 4 месяца в рамках отдельного расследования ещё в апреле 2016 года после того, как он признался в двух случаях сексуальной активности с ребёнком и попытке запугивания свидетелей. Хуссейн, который работал водителем доставки еды на вынос, связался с тогдашней 15-летней девочкой через социальные сети в 2015 году и вывез её на своей машине во время доставки, а затем угрожал причинить ей вред, если она кому-нибудь расскажет. Масауд Малик был приговорен к 5 годам лишения свободы после того, как ранее был приговорен к 15 годам в сентябре 2016 года в рамках операции «Клевер» за аналогичные преступления. Мохаммед Ашен признал себя виновным по трём пунктам обвинения в непристойном нападении. Ашэн уже сидел в тюрьме, отбывая 17-летний срок (сокращенный с 19 лет) за убийство после инцидента в ночном клубе Ротерэма в 2005 году, когда он нанес Кимберли Фуллер девять ударов ножом после того, как она столкнулась с ним за то, что он прикасался к ней неподобающим образом. До этого он сидел в тюрьме за то, что угрожал бывшему партнеру ножом. Васим Халик был приговорен к 10 годам тюремного заключения. Затем он был приговорён ещё к 45 месяцам после признания трёх пунктов обвинения в запугивании свидетелей после публикации обвинений против своих жертв в поддельных аккаунтах Facebook и Twitter. Он также позвонил из тюрьмы в Национальный центр по борьбе с преступностью, угрожая двум сотрудникам следственного отдела, сказав, что знает, где живет один из них, и надеется, что они умрут от рака или СПИДа.
| имя                           | возраст | деяния | приговор                |
| ----------------------------- | ------- | --- | ----------------------- |
| Афтаб Хуссейн (Aftab Hussain) | 40      | Два пункта обвинения в непристойном нападении                                                                                   | 24 года                 |
| Абил Садик (Abid Saddiq)      | 38      | Два пункта обвинения в изнасиловании, четыре пункта обвинения в непристойном нападении и два пункта обвинения в похищении детей | 20 лет                  |
| Масуэд Малик (Masaued Malik)  | 35      | Три пункта обвинения в непристойном нападении                                                                                   | 5 лет                   |
| Шараз Хусейн (Sharaz Hussain) | 35      | Четыре пункта обвинения в непристойном нападении                                                                                | 4 года                  |
| Мохамед Ашен (Mohammed Ashen) | 35      | Три пункта обвинения в непристойном нападении                                                                                   | 18 лет                  |
| Васем Халик (Waseem Khaliq)   | 35      | Два случая похищения детей, три случая запугивания свидетелей и непристойное нападение                                          | 13 лет, 9 песяцев       |
| неназваный по имени мужчина   |         | Два обвинения в непристойном нападении                                                                                          | ещё не вынесен приговор |

### Октябрь 2022
Дэвид Хантер, 63-летний мужчина, был обвинен в двух сексуальных преступлениях против 13-летней девочки в рамках операции «Стовуд».